# Хоменко Василь Опанасович
Васи́ль Опана́сович Хоме́нко (нар. 18 (30) березня 1899 — пом. 6 листопада 1943) — радянський воєначальник часів Другої світової війни, генерал-лейтенант.

## Життєпис
Народився 30 березня 1899 року в селі Петровському Борисоглібського повіту Тамбовської губернії Російської імперії (нині — Борисоглібський міський округ Воронезької області). Українець.
До лав Червоної армії вступив у 1918 році. Член РКП(б) з 1919 року. У 1920 році закінчив курси військових комісарів. Учасник Громадянської війни в Росії на Південному і Туркестанському фронтах, брав участь у придушенні повстання селян Тамбовської губернії. Був командиром взводу, командиром і комісаром полку, комісаром дивізії.
Після закінчення громадянської війни командував полком, брав участь у боротьбі з басмачеством. З 1924 року — комісар укріпрайону фортеці Кушка. З 1927 року — командир і комісар бригади конвойних військ. У 1928 році закінчив Курси удосконалення вищого командного складу при Військовій академії імені М. В. Фрунзе.
З 1935 року проходив службу в прикордонних військах НКВС СРСР: начальник відділу штабу, а згодом — начальник штабу Управління прикордонних і внутрішніх військ НКВС Ленінградського військового округу. До серпня 1940 року — начальник штабу, заступник начальника Управління прикордонних військ НКВС Українського округу.
У серпні — листопаді 1940 року — начальник Управління прикордонних військ НКВС Молдавської РСР.
З листопада 1940 до червня 1941 року — начальник Управління прикордонних військ НКВС Української РСР. 12 червня 1941 року призначений заступником командувача Київського особливого військового округу по охороні тилу.
З початком німецько-радянської війни — на тій самій посаді на Південно-Західному фронті, сформованому на основі військ КОВО. З 12 липня 1941 року — командувач 30-ї армії Західного фронту. Під його командуванням армія вела оборонні бої під Смоленськом, на ржевському й калінінському напрямках. На початку грудня 1941 року призначений заступником командувача військ Московської зони оборони. У серпні 1942 року призначений командувачем 24-ї армії, проте того ж місяця перепризначений командувачем новосформованої 58-ї армії Закавказького фронту.
21 листопада 1942 року призначений командувачем 44-ї армії. Під його керівництвом армія брала участь у битві за Кавказ, у Ростовській, Донбаській і Мелітопольській наступальних операціях, звільняла від гітлерівців міста Ставрополь, Таганрог, Маріуполь, Азов. Наприкінці жовтня 1943 року армія була виведена в резерв фронту.
6 листопада 1943 року командувач 44-ї армії генерал-лейтенант В. О. Хоменко, перебуваючи за кермом штабного автомобіля, разом із заступником командувача по артилерії генерал-майором С. О. Бобковим помилково заїхав у розташування ворога, внаслідок чого обох було вбито. Поховані поблизу села Каїри Горностаївського району Херсонської області. 20 травня 1944 року останки генералів були віднайдені та згодом перепоховані в місті Мелітополі Запорізької області.

## Нагороди
Був нагороджений двома орденами Червоного Прапора (22.01.1942, 02.10.1943), орденами Кутузова 1-го ступеня, Червоної Зірки, Бухарської Червоної Зірки і медаллю «ХХ років РСЧА».